# Overproductie
Overproductie is een fenomeen in de economie dat zich voordoet wanneer de vraag het aanbod niet kan volgen. Er ontstaat dan een aanbodoverschot. Dit heeft tot gevolg dat de prijzen gaan dalen. 
De tegenhanger van overproductie aan de aanbodkant is onderconsumptie. Overproductie is het tegengestelde van onderproductie. 
Er is in de economische wetenschap discussie over of overproductie voor een gehele economie mogelijk is. De wet van Say zegt dat vraag zonder voorafgaande productie onmogelijk is, omdat goederen (direct of indirect) worden geruild voor andere goederen. Hierdoor zou een gehele overproductie onmogelijk zijn, hoewel bij specifieke goederen wel overproductie kan plaatsvinden. De Keynesiaanse economie verwerpt de wet van Say, omdat volgens hen prijzen op korte termijn niet flexibel zijn en het effect van geld "neutraal" is en dus niet wordt meegenomen in het model. De Chicago school of economics en de Oostenrijkse school zijn het echter wel eens met de wet van Say.
Volgens de econoom Jean Charles Léonard de Sismondi kan overproductie in een bedrijfstak leiden tot een economische crisis – een zogeheten overproductiecrisis.